# Gyldenstierne-sagen
Gyldenstierne-sagen var en långdragen häxprocess som ägde rum i Danmark 1596–1598. Det var tillsammans med Nakkebølle-sagen en av två stora häxerimål inom adeln som lades fram för kungen nästan samtidigt på 1590-talet. 

## Bakgrund
Anne Hardenberg (1566–1625) gifte sig 1587 med Johan Rud (1549–1609), godsägare på Fyn och i Østjylland. Anne blev gravid först 1592, och drabbades då av en så djup depression att hon bosatte sig hos sina föräldrar på godset Hagenskov på Vestfyn, där hon i september 1592 födde en son, vilket förvärrade hennes psykiska tillstånd. Under sin sjukdomstid skrev hon en skrift, Trøsteskrift til mine forældre, där hon anklagade häxor för att ha förorsakat hennes depression. Hennes son avled 1593, varpå depressionen försvann. 

## Processen
När hennes depression återkom 1596, lät hennes make Johan Rud sommaren 1596 arrestera en kvinna på sitt gods på Fyn och anklaga henne för att förhäxat hans hustru. Den gripna kvinnan erkände sig skyldig och angav sin mor och ytterligare två kvinnor som medbrottslingar. Hon angav också adelskvinnan Karen Gyldenstierne, som varit Johan Ruds ärkefiende sedan hon som änka slagit sig ned på landet som storgodsägare. Den gripna kvinnan brändes på bål samma sommar, och hennes mor samma höst. Kung Kristian IV blev myndig 1596 och ingrep i häxprocessen genom att själv låta gripa den tredje utpekade kvinnan, Kirsten Fostermoder, som bodde vid Otte Rosenkrantz gods Boller Slot. Fostermoder ställdes inför tinget i augusti. 
Kirsten Fostermoder frikändes från anklagelserna. Johan Rud och Anne Hardenberg överklagade hennes frikännande till Viborg Landsting. Kirsten Fostermoder beskyddades av Otte Rosenkrantz och hans mor Karen Gyldenstierne (1544–1613). Deras beskydd berodde förmodligen på det faktum, att Karen Gyldenstiernes namn hade nämnts redan vid förhöret av de första åtalade kvinnorna, och om Kirsten Fostermoder dömdes skyldig och sedan torterades för att ange medbrottslingar, skulle hon förmodligen åter peka ut Karen Gyldenstierne: även om utpekandet hade ignorerats första gången, skulle ännu ett utpekande bli försvårande till och med för en adlig person. 

## Upplösning
Enligt häxlagen från 1576 skulle alla anklagelser för häxeri först hänskjutas till kungen, och målet skapade en konflikt i rådet mellan de som ville förfölja trolldom oavsett var det skedde och samtidigt beskydda adeln. Riksrådet och kungen sammankallade på herredagen i Köpenhamn i juni 1598 de två adelsfamiljerna och fick dem att inför honom officiellt sluta fred och ge varandra hand på att konflikten var löst och att de ”ikke vidste andet end ære og godt om hinanden”. Därmed ansågs Karen Gyldenstiernes namn rentvått. 
Därefter utfärdades en order om att Otte Rosenkrantz skulle utlämna Kirsten Fostermoder till länsmannen på Koldinghus och lagföras för häxeri, och att Karen Gyldenstierne, Otte Rosenkrantz och Johan Rud skulle hålla sig utanför målet. Kirsten Fostermoder bedöms ha blivit bränd på bål strax därefter. 